# Piz Griatschouls
Piz Griatschouls är en bergstopp i Schweiz.   Den ligger i regionen Maloja och kantonen Graubünden, i den östra delen av landet, 190 km öster om huvudstaden Bern. Toppen på Piz Griatschouls är 2 972 meter över havet, eller 173 meter över den omgivande terrängen. Bredden vid basen är 0,94 km.
Terrängen runt Piz Griatschouls är huvudsakligen bergig, men åt nordväst är den kuperad. Närmaste större samhälle är St. Moritz, 16,5 km sydväst om Piz Griatschouls. 
Trakten runt Piz Griatschouls består i huvudsak av gräsmarker. Runt Piz Griatschouls är det glesbefolkat, med 10 invånare per kvadratkilometer.